# Lo Mato
Lo Mato (Si No Compra Este LP) is het achtste studioalbum van de Puerto Ricaans/Amerikaanse trombonist Willie Colón en tevens het vijfde met naamsvermelding van zanger Héctor Lavoe. Het werd in 1973 op Fania uitgebracht. 

## Hoesfoto
De titel en de hoesfoto zijn een persiflage op een omslag van het blad National Lampoon waarop men een hond dreigde af te maken bij uitblijven van aankoop. Colón (23) draagt dezelfde boodschap uit door een man onder schot te houden, maar wordt achterop overmeesterd. Vanwege zijn geuzennaam en debuutalbum El Malo zou Colón tot midden jaren 70 op zijn platenhoezen als crimineel poseren.

## Einde succesperiode
Lo Mato is het vierde gouden album van Colón en Lavoe in evenzoveel jaar tijd; dit mede dankzij de singles Todo Tiene Su Final, Calle Luna, Calle Sol en El Día de Mi Suerte die in genoemde volgorde werden uitgebracht. Het succes eiste echter z'n tol, en in 1974 besloot Colón zich voorlopig op studiowerkzaamheden te richten waaronder de eerste drie soloalbums van Lavoe.

## Tracklijst
Alle muziek en teksten zijn geschreven door Willie Colón, tenzij anders aangegeven. 
| Nr. | Titel                 | Duur |
| --- | --------------------- | ---- |
| 1.  | Calle Luna, Calle Sol | 3:45 |
| 2.  | Todo Tiene Su Final   | 5:00 |
| 3.  | Guajira Ven           | 4:19 |
| 4.  | La María              | 3:30 |
| 5.  | Señora Lola           | 3:19 |
| 6.  | El Día de Mi Suerte   | 5:28 |
| 7.  | Vo So                 | 4:25 |
| 8.  | Junio '73             | 7:13 |